# Álvaro Gaxiola
Juan Álvaro José Gaxiola Robles (* 26. Januar 1937 in Guadalajara; † 18. August 2003 ebenda) war ein mexikanischer Wasserspringer, der bei drei Olympischen Spielen antrat und mit 31 Jahren vor heimischem Publikum eine Silbermedaille gewann.
Álvaro Gaxiola gelang der Durchbruch zur Weltklasse bei den Panamerikanischen Spielen 1959 in Chicago. Während im Kunstspringen drei US-Amerikaner die Medaillen unter sich aussprangen, gewann Gaxiola das Turmspringen vor dem US-Amerikaner Donald Harper und seinem Landsmann Juan Botella. Bei seiner olympischen Premiere bei den Olympischen Spielen 1960 in Rom schied Gaxiola vom Turm als 20. der Qualifikation aus. Vom 3-Meter-Brett belegte er in Qualifikation und Vorkampf jeweils den sechsten Platz. Im Finale steigerte er sich und belegte am Ende den vierten Platz, lag allerdings fast zwölf Punkte hinter seinem Landsmann Juan Botella, der Bronze gewann.
1963 ersprang Gaxiola bei den Panamerikanischen Spielen in Sao Paulo erneut eine Medaille, hinter dem US-Amerikaner Robert Webster belegte er den zweiten Platz. Bei den Olympischen Spielen 1964 in Tokio konnte sich Gaxiola weder vom Brett (Platz 15) noch vom Turm (Platz 18) für das Finale qualifizieren.
1968 war Mexiko-Stadt Gastgeber der Olympischen Spiele. Von den insgesamt fünf olympischen Medaillen, die Mexiko bei den vier Olympischen Spielen zuvor gewonnen hatte, hatten vier Medaillen die Wasserspringer Joaquín Capilla und Juan Botella gewonnen. Und so erwarteten die Zuschauer viel von den Wettbewerben. In den beiden Wettkämpfen der Damen hatte sich keine Mexikanerin für das Finale qualifiziert, im Kunstspringen erreichte nur Luis de Rivera das Finale und belegte am Ende den vierten Platz. Im letzten Wettkampf der Wasserspringer, dem Turmspringen der Herren, konnten sich alle drei Mexikaner für das Finale qualifizieren. Rivera belegte am Ende den siebten Platz, José Robinson erreichte den fünften Platz und der Veteran Álvaro Gaxiola erhielt knapp bessere Noten als die US-Amerikaner und gewann Silber mit fast zehn Punkten Rückstand auf den Italiener Klaus Dibiasi.
Álvaro Gonzalez hatte an der University of Michigan studiert und trainiert. Sein Bruder Alejandro Gaxiola nahm 1960 an den olympischen Schwimmwettbewerben teil. 